# Comuna Mazanka, Simferopol
Mazanka (în ucraineană Мазанка) este o comună în raionul Simferopol, Republica Autonomă Crimeea, Ucraina, formată din satele Krasnivka, Lisnosillea, Mazanka (reședința) și Soloviivka.

## Demografie
Componența lingvistică a comunei Mazanka
     Rusă (69,06%)
     Tătară crimeeană (21,57%)
     Ucraineană (8,39%)
     Alte limbi (0,66%)
Conform recensământului din 2001, majoritatea populației comunei Mazanka era vorbitoare de rusă (69,06%), existând în minoritate și vorbitori de tătară crimeeană (21,57%) și ucraineană (8,39%).